# Романины
Романины (укр. Романіни) — село в Славутском районе Хмельницкой области Украины.
Население по переписи 2001 года составляло 250 человек. Почтовый индекс — 30018. Телефонный код — 3842. Занимает площадь 360 км². Код КОАТУУ — 6823985303.

## Местный совет
30018, Хмельницкая обл., Славутский р-н, с. Миньковцы